# Amahibelaha
Amahibelaha (en népalais : अमाहिबेला) est un comité de développement villageois du Népal situé dans le district de Sunsari. Au recensement de 2011, il comptait 7 155 habitants.